# 사무라이전대 신켄저
《사무라이전대 신켄저》(侍戦隊シンケンジャー 사무라이센타이 신켄자[*])는 일본 도에이가 제작한 33번째 슈퍼 전대 시리즈이다. TV 아사히 계열에서 2009년 2월 15일부터 2010년 2월 7일까지 방영되었다. 2010년 7월부터 미국에서는 《Power Rangers: Samurai》로 방영하고 있으며, 2009년 7월 12일과 19일, 가면라이더 디케이드에서 "신켄저의 세계"로써 카메오로 등장하였다.

## 배경

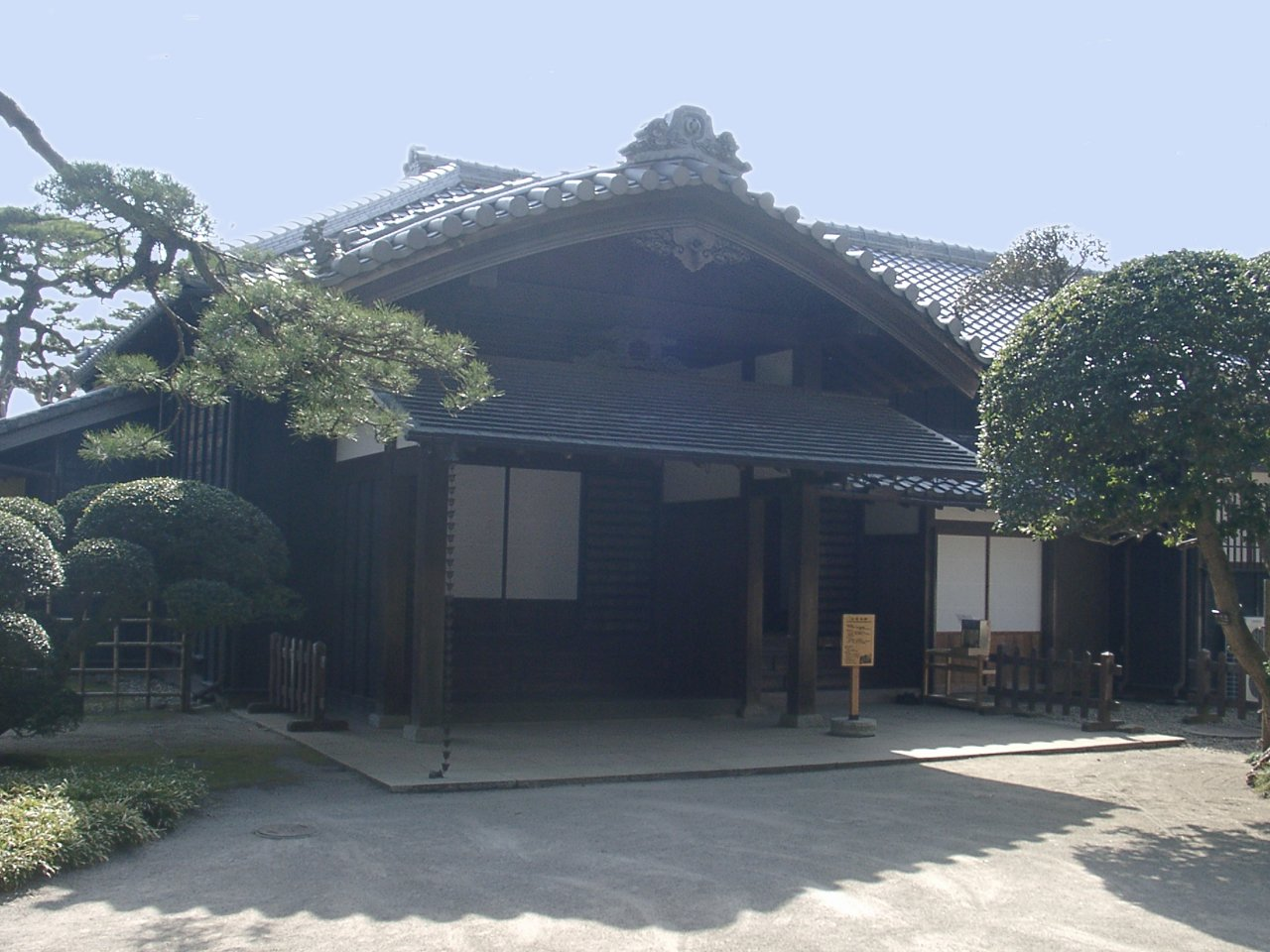
신켄저의 시바 씨의 세트장으로 활용된 홋타 씨의 저택

이승과 저승의 사이를 흐르는 삼도천에 살고 있는 요괴 집단인 외도중은 먼 옛날부터 인간들을 습격해왔다. 그들에 대적하기 위하여 시바 가문(志葉家 시바케[*])의 주군과 그 가신들로 구성된 사무라이전대, 신켄저가 있었다. 오랜 세월이 흐른 후, 시바 가문의 현 당주인 시바 타케루(타키)는 원래 신켄 레드로써 홀로 싸웠으나, 외도중의 본격적인 공격이 시작되는 것을 느낀 후견인 쿠사카베 히코마는 타케루(타키) 혼자서만 외도중과 싸우는 것은 무리임을 깨닫고, 가신의 자손들로 구성된 네 명의 젊은이를 소집하여, 사무라이 전대 신켄저를 결성시킨다. 신켄저의 이야기는 이 부분에서부터 시작된다.

## 신켄저 (블레이드 포스)
신켄저(블레이드 포스)는 초창기에는 타케루(타키)와 네 명의 가신으로 구성되어 있었으나 중반에 타케루(타키)의 친구인 우메모리 겐타가 합류하여 여섯명이 된다. 신켄저는 외도중과의 싸움을 위하여, 한자의 형태를 하고 있는 비밀의 힘인 모지카라(モヂカラ（文力）)를 사용한다.
시바 타케루(타키) - 신켄 레드(블레이드 레드)
시바 씨의 18대 당주이다. 가족들이 없어진 뒤, 가족의 유언에 따라 쿠사카베 히코마의 양육을 받으며 성장했다.
이케나미 류노스케(류노) - 신켄 블루(블레이드 블루)
가부키 배우이다. 아버지를 따라 사무라이가 되고 싶어하며, 신켄저 결성 이후 타케루(타키)를 위한 임무를 수행한다.
시라이시 마코(마코) - 신켄 핑크(블레이드 핑크)
자신의 이상을 위해 싸우고, 어린 아이를 사랑한다. 신켄저가 결성되기 전에는 유치원 교사로 일하고 있었다.
타니 치아키(타니) - 신켄 그린(블레이드 그린)
신켄저가 결성되기 전에는 평범한 고등학생으로, 졸업을 앞두고 있었으나, 신켄저로서의 책임을 위해 졸업식에는 불참하였다.
하나오리 고토하(나오) - 신켄 옐로(블레이드 옐로우)
교토의 산촌에서 태어나 교토 방언을 사용한다. 신켄저가 결성되기 전에는 직업은 없다. 취미는 대나무 공예로 하고 있었으며 병약한 언니를 대신해 신켄 옐로가 되었다.
우메모리 겐타(겐) - 신켄 골드(블레이드 골드)
타케루(타키)의 어린 시절 친구로, 신켄저에 들어오기 전까지 포장마차에서 스시를 팔고 있었다. 스시와 관련된 기술을 사용한다.

## 외도중
외도중(外道衆 게도슈[*])는 이승과 저승의 사이를 흐르는 삼도천에 살고 있는 육도윤회로부터의 바깥 세계, 명부 마도의 주인들이다. 육문선(六門船 로쿠몬센[*])이라고 불리는 와센(和船)을 거점으로 하여, 치마츠리 도고쿠, 우스카와 태부, 뼈의 시타리 등을 중심으로 인류의 유린을 목적으로 하고 있다. 간부격은 모두 일본 전통의 칠복신이나 바다 생물로부터 생김새가 유래했다. 또한 그 이름은 인체의 구성 요소를 의미하는 문자가 들어가 있다.

## 대한민국 미방영 이유
사실 대한민국 미방영은 그 전에 있던 전대는 인풍전대 허리케인저, 미래전대 타임레인저 뿐이다. 이유도 모두 방송통신위원회에 안전성이 통과되지 못하였다. 그런데 비슷한 시기에 방영된 가면라이더 키바는 방영되었다.

## 등장 메카

### 오리가미
- 시시 오리가미(라이온) ■
- 류 오리가미(드래곤) ■
- 카메 오리가미(터틀) ■
- 쿠마 오리가미(베어) ■
- 사루 오리가미(몽키) ■
- 카부토 오리가미(비틀) ■
- 가지키 오리가미(소드피쉬) ■
- 토라 오리가미(타이거) ■
- 에비 오리가미(쉬림프) ■
- 이카 오리가미(스퀴드) ■
- 우시 오리가미(바이슨) ■
- 쿄류 오리가미(디노) ■

### 로봇
메인 메카
- 1호 메카 - 신켄오(블레이드킹) ■■■■■
- 2호 메카 - 다이카이오(시저스킹) ■
- 3호 메카 - 다이고요우(랜던킹) ■
- 4호 메카 - 모규다이오(레드 옥스킹) ■

슈퍼 합체
- 슈퍼 1호 메카 - 텐쿠 신켄오(스카이 블레이드킹) ■■■■■■■■
- 슈퍼 2호 메카 - 다이카이 신켄오 & 이카텐쿠 버스터(시저스 블레이드킹 & 옥토스카이 버스터) ■■■■■■■■■■
- 궁극 메카 - 사무라이 하오(블레이드 엠페러) ■

## 에피소드
신켄저의 에피소드를 세는 단위는 막 (第～幕 다이 ~ 마쿠[*])이며, 막의 제목은 한문으로 쓰여 있다. 가면라이더 디케이드 24화와 신켄저 21화에서 두 작품의 등장인물이 동시에 등장했다.
1. 늠름한 다섯 사무라이 (伊達姿五侍 다테 스가타 고사무라이[*])
2. 정평이 난 멋진 합체 (極付粋合体 기와메쓰키 이키나 갓타이[*])
3. 퇴치 실력 비교 (腕退治腕比 우데타이지 우데쿠라베[*])
4. 야화와 정 그리고 눈물의 강 (夜話情涙川 요와나사케 나미다가와[*])
5. 가부토 오리가미 (兜折神)
6. 험담왕 (悪口王 와루구치오[*])
7. 청새치 한 마리 낚시 (舵木一本釣 가지키 잇폰쓰리[*])
8. 신부의 행방불명 (花嫁神隠 하나요메 가미가쿠시[*])
9. 호랑이의 반항기 (虎反抗期 도라노 한코키[*])
10. 대천공합체 (大天空合体 다이텐쿠 갓타이[*])
11. 삼파대소동 (三巴大騒動 미쓰도모에 오쇼도[*])
12. 사상 첫 초 사무라이 합체 (史上初超侍合体 시조하쓰 조사무라이 갓타이[*])
13. 무거운 울음소리 (重泣声 오모이 나키고에[*])
14. 이국의 사무라이 (異国侍 이코쿠노 사무라이[*])
15. 가짜와 진짜의 죄인 체포 (偽物本物大捕物 니세모노 혼모노 오토리모노[*])
16. 쿠로코의 힘 (黒子力 쿠로코노 치카라[*])
17. 초밥 사무라이 (寿司侍 스시 사무라이[*])
18. 사무라이 계승 (侍襲名 사무라이 슈메이[*])
19. 사무라이 정신 수업중 (侍心手習中 사무라이고코로 데나라이추[*])
20. 새우 오리가미 변형 (海老折神変化 에비 오리가미 헨카[*])
21. 아빠 곰 아들 곰 (親子熊 오야코쿠마[*])
22. 주군 집사 (殿執事 도노 시쓰지[*])
23. 폭주 외도중 (暴走外道衆 보소 게도슈[*])
24. 진 사무라이 합체 (真侍合体 신 사무라이 갓타이[*])
25. 꿈의 세계 (夢世界 유메 세카이[*])
26. 결전 대승부 (決戦大一番 겟센 오이치반[*])
27. 교체 인생 (入替人生 이레카에 진세이[*])
28. 제등 사무라이 (提灯侍 조친 사무라이[*])
29. 가출 제등 (家出提灯 이에데 조친[*])
30. 꼭두각시 학원 (操学園 아야쓰리 가쿠엔[*])
31. 공룡 오리가미 (恐竜折神 쿄류 오리가미[*])
32. 소 오리가미 (牛折神 우시 오리가미[*])
33. 맹우 대왕 (猛牛大王 모규 다이오[*])
34. 부모 마음, 딸 마음 (親心娘心 오야고코로 무스메고코로[*])
35. 11 오리가미 전 합체 (十一折神全合体 주이치 오리가미 젠갓타이[*])
36. 카레 사무라이 (加哩侍 가레 사무라이[*])
37. 접착대작전 (接着大作戦 셋차쿠 다이사쿠센[*])
38. 대결 철포대 (対決鉄砲隊 다이케쓰 뎃포타이[*])
39. 구급, 긴급, 대지급 (救急緊急大至急 규큐 긴큐 다이시큐[*])
40. 두목 출진 (御大将出陣 온타이쇼 슈쓰진[*])
41. 전해주는 말 (贈言葉 오쿠루 고토바[*])
42. 2백년의 야망(二百年野望 니햐쿠넨노 야보[*])
43. 마지막 일격 (最後一太刀 사이고노 히토타치[*])
44. 시바 가 18번째 당주 (志葉家十八代目当主 시바케 주하치다이메 도슈[*])
45. 그림자 무사 (影武者 카게 무샤[*]
46. 격돌 대승부 (激突大勝負 게키토쓰 오쇼부[*])
47. 우정 (絆 키즈나[*])
48. 최후의 대결전 (最後大決戦 사이고노 다이켓센[*])
49. 사무라이전대, 영원히 (侍戦隊永遠 사무라이 센타이 에이엔니[*]) (최종회)

## 특별판

### 천하 제패의 싸움
사무라이전대 신켄저 은막판 천하 제패의 싸움(侍戦隊シンケンジャー銀幕版　天下分け目の戦 사무라이센타이 신켄쟈 긴마쿠반 덴카와케메노 다타카이[*])는 가면라이더 디케이드 극장판 올라이더 VS 대쇼커와 동시에 2009년 8월 8일 일본에서 개봉하였다. 3D 영화 버전과 2D 영화 버전으로 상영되었다.

### vs. 고온저
사무라이전대 신켄저 vs. 고온저: 은막 BANG!!(侍戦隊シンケンジャーVSゴーオンジャー銀幕BANG!! 사무라이센타이 신켄자 다이 고온자 긴마쿠반[*])은 2010년 1월 30일에 일본에서 개봉하였다. 신켄저와 염신전대 고온저의 등장인물과 적대 세력이 동시에 출연한다. 또한 천장전대 고세이저의 주인공 영웅인 고세이저들이 카메오로 출연하였다.

### DVD판
사무라이전대 신켄저: 빛의 사무라이의 놀라운 변신(侍戦隊シンケンジャー光侍驚変身 사무라이센타이 신켄자 히카리노 사무라이 오도로키 헨신[*])은 신켄 골드 (우메모리 겐타)의 외전 내용을 다룬 DVD 특별판이다. 겐타가 외도중으로부터 탈출한 나나시를 구로코로 육성시키는 과정에서, 하이퍼 신켄 골드로 변신하는 내용을 담고 있으며, 신켄 레드와 골드, 외도중만이 출연한다.

### 돌아온 사무라이전대 신켄저 특별막
2010년 6월, 사무라이전대 신켄저의 DVD판인 돌아온 사무라이전대 신켄저 특별막(帰ってきた侍戦隊シンケンジャー 特別幕 가엣테키타 사무라이센타이 신켄자 도쿠베쓰마쿠[*])가 공개되었다. 미카엘 도미오카(マイケル富岡 마이케루 도미오카[*])가 특별 출연하여, 긴시로(銀志郎)라는 특별 캐릭터 역을 연기하였다.

## 캐스트
한국판 성우는 멤버 6명과 쿠사카베 히코마는 가면라이더 디케이드의 한국 방영판에서 신켄저의 세계 한정, 시바 카오루와 탄바 토시조는 해적전대 고카이저의 한국 방영판인 파워레인저 캡틴포스 한정이다.
- 시바 타케루: 마쓰자카 도리-서원석
- 이케나미 류노스케: 아이바 히로키-이재범
- 시라이시 마코: 타카나시 린-이지현
- 타니 치아키: 스즈키 쇼고-이경태
- 하나오리 코토하: 모리타 스즈카-김성연
- 우메모리 겐타: 소마 케이스케-디도
- 시바 카오루: 나츠이 루나-박선영
- 탄바 토시조: 마츠자와 카즈유키-온영삼
- 쿠사카베 히코마: 이부키 고로-최낙윤
- 후와 쥬조: 카라하시 미츠루
- 치마츠리 도고쿠의 목소리: 니시 린타로
- 우스유키, 우스카와 다유의 목소리: 박로미[12]
- 신켄 핑크의 후배 : 토키타 유우
- 신켄 레드의 선배 : 후지와라 히데키
- 스지가라노 아쿠마로의 목소리: 니와 미키호
- 다이고요의 목소리: 코이케 유이
- 신켄 블루의 아버지: 후지 토시야
- 초대 신켄 레드: 가나하 요시아키-김태웅

### 슈트 배우
- 신켄 레드, 신켄오: 후쿠자와 히로후미
- 신켄 블루: 오시카와 요시후미
- 신켄 핑크: 히토미 사나에
- 신켄 그린: 타케우치 야스히로
- 신켄 옐로: 하시구치 미와
- 신켄 골드, 모규다이오: 오카모토 지로
- 치마츠리 도고쿠, 다이카이오, 사무라이하오: 쿠사카 히데아키
- 우스카와 다유, 여성 신켄 레드: 하시스카 유이치
- 호네노 시타리: 오오바야시 마사루
- 후와 쥬조 (변신 폼): 세이케 리이치
- 스지가라노 아쿠마로: 타나카 히로유키

## 주제가
여는 노래
- "사무라이전대 신켄저"(侍戦隊シンケンジャー 사무라이센타이 신켄자[*])
  - 작사: 후지바야시 쇼코
  - 작곡: YOFFY
  - 편곡: 오오이시 켄이치로, 사이키 러버
  - 노래: 사이키 러버 (Project.R)[13]

닫는 노래
- "언제나 열심히 신켄저"(四六時夢中　シンケンジャー 시로쿠지무추 신켄자[*])
  - 작사: 후지바야시 쇼코
  - 작사: 타카토리 히데아키
  - 편곡: 카고시마 히로아키
  - 노래: 타카토리 히데아키 (Project.R)[13]
  - 연주: 제트키(Z旗 젯토키[*])
  - 사용 에피소드: 제1막 ~ 제20막, 제29막 ~ 제49막

- "언제나 열심히 신켄저 ~은막판~"(四六時夢中 シンケンジャー～銀幕版～ 시로쿠지무추 신켄자 ~긴마쿠반~[*])
  - 작사: 후지바야시 쇼코
  - 작곡: 타카토리 히데아키
  - 편곡: 카고시마 히로아키
  - 노래: 신켄저 출연진 (마츠자카 토리, 아이바 히로키, 타카나시 린, 스즈키 쇼고, 모리타 스즈카, 소마 케이스케), 타카토리 히데아키
  - 사용 에피소드: 제21막 ~ 제28막

신켄저의 여는 노래와 닫는 노래는 사이키 러버와 Project.R의 타카토리 히데아키가 불렀다.